# Шеппард, Скотт
Скотт Шеппард (англ. Scott S. Sheppard; 1977) — астроном факультета земного магнетизма института Карнеги.

## Биография
Учился в Гавайском университете, где получил степень доктора философии по астрономии в 2004 году.
Во главе групп сотрудников с 2000 года он открыл многих малых спутников планет-гигантов — 50 у Юпитера (включая Фемисто, открытый в 1975 Чарльзом Ковалем, но затем утраченный), 25 у Сатурна, 2 у Урана и 3 Нептуна.
Кроме того, открыл второй по счёту троянский астероид Нептуна — 2004 UP10, а также несколько объектов пояса Койпера, кентавров, околоземных астероидов.
Его именем назван астероид (17898) Скоттшеппард.
В марте 2014 года Скотт Шепард и Чадвик Трухильо из обсерватории Джемини на Гавайских островах объявили об открытии карликовой планеты 2012 VP113, самой далёкой в Солнечной системе (на тот момент).
В ноябре 2018 года Скоттом Шеппардом, Дэвидом Толеном и Чадвиком Трухильо открыт транснептуновый объект 2018 VG18 бывший самым далёким из когда-либо наблюдавшихся объектов Солнечной системы до открытия этой же командой в 2019 году FarFarOut.